# Benoît Coste
Pour les articles homonymes, voir Coste.
Benoît Coste, né le 7 avril 1781 à Lyon et mort le 31 décembre 1845 à Montréal, est un agent de change français. En 1802, il crée la Congrégation des Messieurs de Lyon.

## Biographie
Benoît Coste est issu d'une vieille famille lyonnaise qui avait accédé à la noblesse par l'échevinage. Son grand-père, aussi prénommé Benoît est soyeux mais aussi échevins lyonnais. Son père, Isaac, ancien recteur de l'hôpital de Lyon, sera condamné à mort et s'évadera le 9 décembre 1793 des prisons de l'Hôtel de Ville, alors qu'il attendait d'être exécuté. Par sa mère, Jeanne Jordan, il est le petit-fils de Antoine Henri Jordan, échevin qui sera victime de la Terreur à Lyon à la suite du Siège de Lyon. Il est également le cousin de Camille Jordan (homme politique). Il est également le petit fils de Marie Madelaine Briasson dont le propre oncle sera l'éditeur de l' Encyclopédie ou Dictionnaire raisonné des sciences, des arts et des métiers de Denis Diderot et Jean Le Rond d'Alembert.
Émigré après la chute du Siège de Lyon, il grandit avec toute l'émigration française autour des princes, et notamment à Constance. De retour en France en 1797, il vit de nombreuses vexations en raison de sa foi et qu'il raconte dans son autobiographie Mes souvenirs de 60 ans. Il décide en 1801, avec son cousin Noël Jordan, de créer une « Sainte Ligue pour le bien » et en 1802 la Congrégation des jeunes gens. Celle-ci deviendra la « Congrégation des Messieurs de Lyon », pour la différencier de la « Congrégation des Messieurs de Paris », fondée par Mathieu de Montmorency-Laval. Contrairement à celle de Paris, celle de Lyon subsistera jusqu'à la fin du XXe siècle.
C'est à son époque que seront membres les frères de Pauline Jaricot qui aideront à créer la Propagation de la foi, Frédéric Ozanam ainsi que son frère, prêtre.
Il se marie le 13 juillet 1807 avec Joséphine de Colomb de Gaste, la fille de Pierre-François Colomb-de-Gast, ancien député à l'Assemblée législative. Par son mariage, il devient apparenté à la famille Guérin. Sa petite-fille épousera Joseph Rambaud, membre de la Congrégation des Messieurs et fondateur du journal Le Nouvelliste de Lyon.